# Право на забуття
Право на забуття (право бути забутим, англ. right to be forgotten) — право людини, що дозволяє їй вимагати за певних умов видалення своїх особових даних із загального доступу через пошукові системи, тобто посилань на ті дані, які, на її думку, можуть завдати їй шкоди. Це стосується застарілих, недоречних, неповних, неточних або надлишкових даних чи інформації, законні підстави для зберігання якої зникли з плином часу.
Нині право на забуття пов'язують, насамперед, з гучною справою Костехи 2014 року і рішенням Європейського суду у цій справі. Даний прецедент спричинив запеклі громадські дебати з приводу доцільності встановлення права на забуття як міжнародно-правової норми, частково з причини відсутності чіткого законодавчого регулювання його застосування. Були висловлені побоювання, що право на забуття суперечить таким фундаментальним правам людини, як свобода слова і свобода доступу до інформації, і що воно негативно вплине на якість Інтернет-ресурсів з точки зору цензури і фальсифікації історії.

## Концепція
Ідея про необхідність захисту особових даних з'явилася ще наприкінці XIX століття. Луї Брендайс писав про «право мати спокій»: «численні механічні пристрої загрожують справдженням прогнозу про те, „що шептали на вухо в коморах, на дахах проповідане буде“». Один із дослідників правового регулювання в Інтернеті, Віктор Майер-Шенбергер, вважає, що підвищений інтерес європейців до захисту особових даних корениться в «кривавій історії XX століття», і в 1990-х рр. багато законів «були переписані», щоб запобігти поверненню тоталітаристських підходів до приватного життя. Тому в Європі досить поширена юридична практика, що встановлює межу між правом засобів масової інформації на публікацію інформації про якусь людину і правом цієї людини на недоторканність приватного життя.
Однак стрімкий розвиток Веб 2.0 став причиною значних змін у сфері поширення інформації, яка завдяки соціальним мережам, блогам і пошуковим системам стала не тільки доступною будь-якому користувачеві у будь-якій точці світу, але також і практично не піддається контролю. Це призвело до формування потужної цифрової пам'яті: особиста інформація, потрапивши в Мережу, залишається там назавжди, як татуювання на тілі людини. І право на забуття стало актом природного самозахисту громадськості (насамперед у Європі) від повсюдної влади Інтернету.
У даний час через відсутність єдиного законодавчого акту, що роз'яснював і регулював би право на забуття, концепцію називають «невизначеною». Згідно з Рольфом Вебером, право на забуття «відображає вимогу індивіда на видалення будь-яких даних задля того, щоб вони стали недоступні для третіх осіб». Іншими словами, це право дозволяє індивідам видаляти відео, фотографії або будь-яку іншу інформацію про себе, щоб вона стала таким чином недоступною для пошукових систем. У цьому сенсі необхідно відрізняти «право на забуття» від «права забувати» (англ. right to forget): друге стосується заборони на згадування історичної події, що робить її неактуальною для суспільства через її термін давності. Проте, для права на забуття діє те ж правило: «що більший строк давності в інформації, то більше персональні інтереси превалюють над суспільними», так як «з плином часу інтерес з боку суспільства до певного факту минулого блякне або зникає зовсім». Зрештою, право на забуття полягає у праві кожного на «вичерпну і актуальну інформацію про себе». Право на забуття відокремлене також і від права на недоторканність приватного життя, оскільки передбачає видалення інформації вже публічної, але небажаної для подальшого доступу з боку третіх осіб.
У найбільш сучасному розумінні права на забуття йдеться передусім про видалення посилань у пошукових системах на матеріали, що містять особові дані або небажану інформацію, але не самих матеріалів.
У Європі передумови права на забуття існують у законодавстві Франції, в якому визнається фр. le droit à l’oubli — право, що дозволяє засудженому, який відбув термін покарання і реабілітований, заперечувати проти публікації фактів про його судове минуле. Подібний принцип діє і у Великій Британії: зі спливом певного часу багато судових вироків уважаються «вичерпаними». Як у Європі, так і у США, судові звіти не згадують імена неповнолітніх, оскільки помилки, вчинені в юності, не повинні негативно впливати на доросле життя.
Право на забуття тісно пов'язане з принципом Хабеас дата, закріпленому в конституційному праві низки країн, насамперед, Латинської Америки. Згідно з цим принципом, будь-яка людина (або громадянин) має право «вимагати в судовому порядку ознайомлення з будь-якими даними, що його стосуються, які зберігаються у будь-яких архівах та установах, у тому числі архівах служб державної безпеки».

## Застосування

### Європейський союз

#### Законодавство
Один із фундаментальних законодавчих актів ЄС — Хартія основних прав Європейського Союзу — гарантує право індивіда на «повагу до приватного і сімейного життя» (ст. 7), а також на «захист даних особистого характеру, що стосуються його» (ст. 8). Крім того, «кожна людина має право на отримання доступу до зібраних відносно нього даних і право на усунення в них помилок».
У 1995 році була прийнята Директива «Про захист прав приватних осіб стосовно обробки особових даних та про вільний рух таких даних» (Директива 95/46ЕС), яка сьогодні є основним документом ЄС у сфері збору, обробки, зберігання та інших дій з особовими даними. Стаття 12 цього документа гарантує приватним особам конфіденційність особової інформації та її захист від третіх осіб у сфері Інтернету.
У 2010 році Європейська комісія опублікувала своє послання «Багатосторонній підхід до захисту особових даних у Європейському союзі», в якому була виражена загальна заклопотаність вразливістю особових даних перед обличчям технологічних змін і необхідність реформування існуючого законодавства Євросоюзу в цій сфері. Крім того, в посланні уперше було дано визначення пра́ва на забуття в Інтернеті.
У 2012 році Єврокомісія представила проєкт нового акта про захист особових даних (General Data Protection Regulation), який покликаний замінити та вдосконалити Директиву 95/46ЕС. Складання законопроєкту планується завершити у 2015 році. За словами Вів'єн Редінг, право на забуття стало способом «дати людям контроль над своїми даними», насамперед над тими, що «надані самими індивідами», а не над згадками у ЗМІ або де-небудь ще. Метою нового законопроєкту є оновлення та посилення законодавчої бази у сфері захисту онлайн-конфіденційності (з урахуванням тенденцій глобалізації, появи соціальних мереж і хмарних технологій) і підтримка європейської електронної економіки (digital economy). Крім того, ініціатива покликана зміцнити довіру споживачів до онлайн-сервісів, сприяючи економічному зростанню, створенню нових робочих місць та інноваційному процесу в Європі, а також усунути відмінності в застосуванні Директиви в різних країнах—членах ЄС. Зокрема, ст. 17 нового законопроєкту пояснює поняття «право на забуття і знищення» (right to be forgotten and to erasure). За цією статтею, індивіду надається право вимагати видалення своїх персональних даних та відмови від їх подальшого поширення, особливо тих даних, які були опубліковані, допоки він був неповнолітнім, або які більше не відповідають меті їх публікації. Операторами даних є люди або організації, які збирають і керують персональними даними; на вимогу власника даних вони повинні зробити відповідні обґрунтовані кроки з видалення запитуваних посилань. Передбачається, що сфера дії нового закону буде включати в себе не тільки країни — члени ЄС, але й міжнародні компанії, що діють на території ЄС, з усіма відповідними наслідками, що надає цьому закону дійсно загальносвітового значення.
У березні 2014 нова версія законопроєкту була схвалена Європейським парламентом. Право на забуття було замінено більш обмеженими правом на знищення даних. Крім умов для видалення даних і заборони на їх подальше поширення, законопроєкт передбачає також умови, за яких подальше збереження даних обумовлено історичною, статистичною, науково-дослідницькою необхідністю, громадським інтересом.

#### Іспанія
В Іспанії діє закон про захист персональних даних (Ley Orgánica 15/1999, LOPD). Стаття 4 про характер та якості персональних даних свідчить, що вони підлягають збору і подальшій обробці, тільки якщо є адекватними, доречними відповідно до обставин. Дані не можуть бути використані для інших цілей, ніж були зібрані, якщо це не завдання історії, статистики або науки. Персональні дані повинні бути видалені, якщо вони не є більш необхідними або відповідними меті, у зв'язку з якою були зібрані або збережені. Закон передбачає процедуру видалення таких даних, крім тих, які представляють історичну, статистичну, наукову значущість. Для захисту і контролю збору, обробки та виконання інших дій з персональними даними іспанських громадян, у 1993 році було створено Національне агентство з захисту даних (Agencia Española de Protección de Datos) — організація, що знаходиться під контролем Міністерства юстиції. Саме Агентство стало першою інстанцією, куди звернувся Маріо Костеха Гонсалес з вимогою про видалення своїх персональних даних.

#### Справа Костехи
У травні 2014  Європейський суд розглядав справу іспанського громадянина Маріо Костехи Гонсалеса (Mario Costeja González) проти корпорації Google. У 2010 році Гонсалес звернувся до Національного агентства з захисту даних із вимогою видалити електронну версію статті 1998 року в архіві газети La Vanguardia про продаж його будинку на аукціоні в рахунок сплати боргу, який був згодом ним погашений, а також посилання на цю статтю. Поява компрометуючої його інформації, більш недоречної за словами Гонсалеса, порушувало його право на особисте життя, оскільки ця судова справа вже давно вирішилася. Його первинна скарга про видалення статті на сайті газети була відхилена на підставі законності публікації і точності зазначених у ній відомостей, проте скарга стосовно Google Spain була підтримана. Влада Іспанії зобов'язала корпорацію видалити посилання, що містять ім'я Гонсалеса, зробивши цю інформацію недоступною для пошуку з боку третіх осіб. Google подав зустрічний позов до Верховного суду Іспанії, який передав неоднозначну справу до вищої інстанції — Європейського суду. Його рішення, винесене 13 травня 2014 на основі Директиви 95/46ЕС, а також глави 8 Хартії Європейського союзу з прав людини, зобов'язало Google видалити всі посилання, що містять ім'я Гонсалеса, з іспанського піддомену Google.es. Google Spain був визнаний підрозділом Google Inc. на іспанській території, що потрапляє, таким чином, під дію Директиви 95/46ЕС, незважаючи на те, що дані обробляються компанією на території США.
Сама інформація залишається доступною на сайті газети La Vanguardia, але більш не індексується пошуковим механізмом Google.
Таким чином, громадяни Євросоюзу отримали право звернутися за певних обставин до будь-якої пошукової системи із запитом про видалення неадекватної, такої, що не відповідає дійсності, або застарілої інформації, яка містить їх імена або інші персональні дані, а справа Костехи стала першим судовим прецедентом у цьому питанні. Важливо, що Суд також ухвалив, що дана справа не є універсальною, а право на забуття — абсолютним: рішення в аналогічних справах виноситимуться на основі конкретних обставин, щоб виключити їх протиріччя з фундаментальними правами людини (свободи слова і друку): принцип a case-by-case assessment.
Справа викликала величезний суспільний резонанс. У перший же день набрання постановою Європейського суду чинності Google отримав 12 000 запитів на видалення персональних даних зі своєї пошукової системи. Компанія запустила спеціальний сервіс для подачі заяв — онлайн форму, доступну на європейських піддоменах Google. У зв'язку з цим у липні 2014 були висловлені зауваження, що Google не зобов'язаний виконувати всі підряд вимоги про видалення, а перш за все повинен зважувати наслідки видалення інформації, яка можливо представляє суспільний інтерес або іншу значимість, і шкоду, що спричинюється згадуванням його імені особі, яка вимагає видалення. Для ухвалення об'єктивного рішення, що враховує баланс між суспільним інтересом і особистими правами людини, вимоги та запити слід передавати комісару за інформацією (Information Commissioner) у відповідній країні. Згодом кілька посилань, які Google визнав видаленими необґрунтовано, були відновлені.
Важливо, що нині подібні вимоги про видалення згадувань імені та інших персональних даних із пошукових систем відповідно до законодавства ЄС задовольняються корпорацією Google тільки на європейських піддоменах, таких як Google.co.uk або Google.fr, але не на Google.com. Згідно з заявою Еріка Шмідта, дана політика пошукача залишиться незмінною до нового судового рішення або прийняття відповідного закону.

#### Італія
Як і в Іспанії, в Італії діють Кодекс про захист персональних даних (Codice in materia di protezione dei dati personali), прийнятий у листопаді 2003 року, і державна організація з захисту персональних даних (Garante per la protezione dei dati personali). В Італії право на забуття розглядається насамперед з точки зору права кожного громадянина на видалення з архіву новин певних біографічних фактів, здатних завдати шкоди його честі або репутації, якщо ці факти більш не є актуальними або не становлять суспільного інтересу, або на нерозповсюдження (без певних причин) інформації про своє судове минуле.
У 1990 році Верховний касаційний суд Італії визнав протиправними дії газети Il Messaggero, на сайті якої в результаті оприлюднення архівів була опублікована фотографія злочинця, що давно вийшов по УДО та повернувся до звичайного життя. Спогад про цей факт було визнано таким, що не має жодного суспільного інтересу. У 2005 році чиновник Маріо К'єза в судовому порядку отримав право на повне «забуття» своїх прізвиськ з боку ЗМІ, даних ще 1991 року (за терміном давності). Прикметно, що аналогічний позов про поширення компрометуючих відомостей в Інтернеті від Джуліо Карадонна був відхилений. У 2013 році суд міста Ортона (Абруццо) засудив онлайн-видання Primadanoi до штрафу в 17 тисяч євро за відмову видалити зі своїх архівів матеріали про двох підприємців, залучених до судової справи. Суд постановив, що з дати публікації даної інформації пройшло достатньо часу для того, щоб вона дотепер могла становити суспільний інтерес, як цього вимагає свобода масової інформації. Стаття в кінцевому підсумку була видалена з архіву видання.
На даний час в Італії розглядається закон про наклеп, який передбачає, зокрема, право на видалення з вебсайтів і сайтів пошукових систем відомостей, що ганьблять особу або персональних даних, використовуваних із порушенням закону.

#### Франція
Франція вважається родоначальницею концепції права на забуття (le droit à l'oubli). У 2010 році у цій країні була прийнята Хартія про право на забуття (Charte du droit à l'oubli dans les site collaboratifs et les moteurs de recherche), що стала першою спробою уряду Франції вбудувати концепцію права на забуття в Інтернеті до національної системи права. Хартія є зведенням норм і правил поведінки для держави і корпорацій у сфері захисту персональних даних у Мережі. Вона була підписана колишнім міністром з розвитку електронної економіки Наталі Косцюшко-Морізе і представниками таких інтернет-гігантів, як Microsoft і Skyblog (Facebook і Google відмовилися підписувати документ).

#### Німеччина
Конкретний прецедент, пов'язаний із правом на забуття (хоча сам термін тоді не вживався в сьогоднішньому його розумінні), був зафіксований 2009 року в Німеччині. У жовтні 2009 до Фонду Вікімедіа адвокатами Вольфганга Верле, засудженого 1993 року на 14 років за вбивство німецького актора Вальтера Седльмейера, було направлено лист-попередження з вимогою видалити ім'я Верле з англомовної статті Вікіпедії про Седльмейере, з посиланням на прецедент Конституційного суду Німеччини 1973, згідно з яким є можливим приховування імені злочинця в новинних повідомленнях після його звільнення. У 2008 році імена Верле і його пособника Манфреда Лаубера вже були видалені з німецької версії статті (у 2009 році згадка про них була повернута рішенням Конституційного суду Німеччини). Редактори англомовної Вікіпедії відмовилися прибрати зі статті імена злочинців, вважаючи це порушенням свободи слова. Підставою для цього прислужився і той факт, що німецькі закони не поширюються на компанії, що базуються за межами країни (Фонд Вікімедіа зареєстрований у США).

### Аргентина
У 1996 році в своєму рішенні по справі Falcionelli (Falcionelli, Esteban P. Vs Organización Veraz SA) Верховний суд Аргентини ухвалив, що персональні дані, зібрані понад 10 років тому, визнаються застарілими і суб'єкт має право на видалення цих даних, позаяк їх збереження порушує «право на забуття» і робить його заручником свого минулого. У ст. 26 прийнятого пізніше (2000) закону 25.326 «Про захист персональних даних» встановлюється вже п'ятирічний термін зберігання (тільки з метою оцінки фінансової надійності індивіда). У 2011 році Верховний суд пояснив термін «право на забуття» у текстах своїх рішень у справах Catania і Napoli: підтвердив його дію, п'ятирічний термін зберігання даних і умови встановлення цього строку.
У 2012 році депутати Хуліан Обігліо і Альберто Перес запропонували проєкт нового закону про право на забуття в Інтернеті, що встановлює правову відповідальність пошукачів і соціальних мереж за опублікований третіми особами контент і механізм, що дозволяє індивідам вимагати від пошукачів і соціальних мереж блокувати доступ до контенту, що наносить шкоду честі й репутації.
Застосування пра́ва на забуття в Аргентині пов'язано насамперед з позовами публічних осіб проти регіональних підрозділів Google і Yahoo з вимогами видаляти певні пошукові запити або посилання на світлини. У 2009 році Вірджинія да Куна виграла справу проти Google і Yahoo! про видалення посилань на фотографії сексуального характеру, що містять згадку її імені. У 2010 рішення було скасовано апеляційним судом на тій підставі, що пошукові системи не можуть бути визнані відповідальними за зміст індексованого ними контенту. Останній із приблизно сотні подібних випадків — справа Марії Белен Родрігес проти Google і Yahoo! 2014. Позов про видалення посилань на світлини був відхилений; у своєму рішенні суд зробив акцент на тому, що пошукові системи можуть бути визнані відповідальними за контент своїх каталогів тільки у виняткових випадках.

### США
Перша поправка Білля про права Конституції США гарантує громадянам свободу слова і друку. На відміну від європейської юридичної практики, американські закони фіксують превалювання цих свобод над правом на конфіденційність: якщо маніпуляції з інформацією (у тому числі з даними) визнані законними і точними, то ЗМІ мають практично абсолютне право на її публікацію і архівацію.
У середині XX століття в США були дві судові справи, що опосередковано мали відношення до сучасного пра́ва на забуття. У справі Мелвін проти Ріда (Melvin v. Reid) фільм «The Red Kimona», що розповідає історію екс-повії, обвинуваченої у вбивстві, змусив реального прототипа героїні подати в суд на продюсера картини. Суд постановив, що будь-яка людина, що веде добродійне, законослухняне життя, має право на щастя, яке включає свободу від невиправданих зазіхань на його особистість, соціальний стан і репутацію. Навпаки, у справі Sidis v. FR Publishing Corp. суд відмовив у «забутті» колишньому вундеркіндові Вільяму Сідісу, який побажав у старшому віці позбутися підвищеної уваги з боку громадськості, ухваливши, що право людини на контроль за поширюваною про нього інформацією, а також за ступенем його популярності, обмежене.
Справа Костехи викликала у США, як і в Європі, поляризацію громадської думки: одні виступили за інституційне запровадження права на забуття (у журналі New Yorker була розказана історія родини Катсурас, чия дочка загинула в автокастастрофі, і знімки її спотвореного тіла поширилися поза волею її рідних по всьому Інтернету); інші, в тому числі представники Google і Фонду Вікімедіа, негативно відізвалися про рішення Європейського суду, угледівши в ньому порушення пра́ва на свободу слова і встановлення цензури в Інтернеті.
У січні 2015 у штаті Каліфорнія в силу вступив закон, згідно з яким вебсайти та інші оператори Інтернету зобов'язані видаляти на вимогу будь-який контент, опублікований неповнолітніми. Закон також забороняє передавати дані неповнолітніх третім особам у цілях маркетингового просування товарів і послуг.

### Росія
Згідно з Федеральним законом «Про персональні дані» від 27 липня 2006 року № 152-ФЗ (редакція 4.06.2014), «при обробці персональних даних мають бути забезпечені точність персональних даних, їх достатність, а в необхідних випадках і актуальність відносно цілей обробки персональних даних. Оператор повинен вживати необхідних заходів або забезпечувати їх вжиття з видалення або уточнення неповних або неточних даних. Зберігання персональних даних має здійснюватися… не довше, ніж цього вимагають цілі обробки персональних даних… Оброблювані персональні дані підлягають знищенню або знеособленню по досягненні цілей обробки або в разі втрати необхідності у досягненні цих цілей, якщо інше не передбачено федеральним законом».
У червні 2014 рішення Європейського суду і саме право «обмежувати доступ до неприємної або застарілої інформації про себе в глобальній мережі» було підтримано Громадською палатою РФ.
У листопаді 2014 Роскомнадзор заявив, що відомство підтримує закріплення пра́ва на забуття в російському законодавстві (у даний час в Росії інформація видаляється самими операторами персональних даних на вимогу Роскомнадзора), але подібних судових прецедентів у державі поки не було.
У травні 2015 законопроєкт про «право на забуття» був унесений на розгляд до Державної думи РФ чотирма депутатами різних фракцій. Законопроєкт був прийнятий, і 13 липня 2015 року відповідний федеральний закон був підписаний Президентом РФ. Він набуває чинності 1 січня 2016 року.

### Україна
Відповідно до Закону України «Про захист персональних даних» від 01.06.2010 року (станом на 14.02.2015), обробка персональних даних здійснюється відкрито і прозоро із застосуванням засобів та у спосіб, що відповідають визначеним цілям такої обробки. Персональні дані мають бути точними, достовірними та оновлюватися в міру потреби, визначеної метою їх обробки. Склад та зміст персональних даних мають бути відповідними, адекватними та ненадмірними стосовно визначеної мети їх обробки.
Суб'єкт персональних даних має, серед іншого, права:
- пред'являти вмотивовану вимогу володільцю персональних даних із запереченням проти обробки своїх персональних даних;
- пред'являти вмотивовану вимогу щодо зміни або знищення своїх персональних даних будь-яким володільцем та розпорядником персональних даних, якщо ці дані обробляються незаконно чи є недостовірними;
- звертатися із скаргами на обробку своїх персональних даних до Уповноваженого або до суду;
- вносити застереження стосовно обмеження права на обробку своїх персональних даних під час надання згоди;
- відкликати згоду на обробку персональних даних.

Персональні дані підлягають видаленню або знищенню у разі:
1. закінчення строку зберігання даних, визначеного згодою суб'єкта персональних даних на обробку цих даних або законом;
2. припинення правовідносин між суб'єктом персональних даних та володільцем чи розпорядником бази, якщо інше не передбачено законом;
3. видання відповідного припису Уповноваженого або визначених ним посадових осіб секретаріату Уповноваженого;
4. набрання законної сили рішенням суду щодо видалення або знищення персональних даних[91].

Подальше впровадження в Україні європейської моделі пра́ва на забуття пов'язане з відносинами Асоціації Україна—ЄС, застосуванням судової практики ЄСПЛ у національному судочинстві, а також із майбутньою законотворчою діяльністю.

## Позитивна оцінка
Ще у 60-х роках XX століття Маршалл Маклуен, передбачаючи появу права на забуття, сказав: "Майбутнє буде повністю комп'ютеризованим банком даних, розділом світської хроніки, що не прощає, не забуває, не припускає можливості знищення старих «помилок». Рішення Європейського суду нагадало громадськості, що відповідальність за свої вчинки і вічна «пам'ять» про них — не одне і те ж. Журнал Time назвав право на забуття «усе більш цінним принципом»: «сенс слова „громадський“ змінився… Минуле має тьмяніти і зникати, але Інтернет фокусує увагу на всьому нашому житті, кожного з нас, завжди».
Рішення у справі Костехи є для багатьох (хоча б частково) засобом протистояння необмеженій владі Google, чиї правила аж ніяк не є універсальними для всього світу. Згідно з опитуванням Software Advice, 61 % американців вважають за необхідне законодавче закріплення права на забуття в США; 39% опитаних виступають за ухвалення закону на кшталт єдиного для всіх європейського General Data Protection Regulation. Справа Костехи побічно звернула увагу громадськості і на наслідки, до яких може призвести наявність єдиного, комерційно орієнтованого оператора і систематизатора інформації в Інтернеті: «[Google] контролює 67% пошукового трафіку у США і близько 90% у ЄС. Якщо щось не можна знайти в гуглі, цього просто не існує… Поки ми дозволяємо одному гравцеві контролювати всю нашу інформацію, ми не в праві обурюватися з приводу того, як його поведінка на ринку або наслідки цієї поведінки можуть спотворювати наше колективне уявлення про світ».
Засновник онлайн-сервісу з репутаційного менеджменту Reputation.com Майкл Фертик підтримує концепцію права на забуття: «Справа не у свободі слова, а в праві на конфіденційність і власну гідність. Уперше йому буде приділено таку ж увагу з боку закону, як авторським правам і торговим маркам у США».
Віктор Майєр-Шенбергер висловив припущення, що своїм рішенням Європейський суд «створив своєрідного лежачого поліцейського… На google.de не можна знайти віддалені посилання, але можна на google.com, якщо ви витратите зайві 10 секунд. Однак ви не натрапите на них випадково, і так воно і повинно бути».

## Критика
Під час розгляду в Німеччині справи Верле проти Вікімедіа, бюлетень організації із захисту громадянських свобод Electronic Frontier Foundation вийшов під заголовком «Хто контролює минуле, контролює майбутнє», з відсиланням на роман «1984» Дж. Оруелла, в якому уряд відстежує зміст історичних документів, щоб контролювати населення.
Люди зобов'язані мати право публікувати справжню інформацію про історичні події. Іноземна сила не повинна мати можливість цензурувати публікації у США, навіть незважаючи на те, що це дозволяє її національна правова система… На карту поставлена сама цілісність історії.— Convicted Murderer To Wikipedia: Shhh!
Редакція онлайн-видання Primadanoi після судового рішення про видалення матеріалу з його архіву виступила з заявою, що подібне рішення свідчить, що в Італії немає можливості виконувати журналістську роботу «з честю та гідністю»: «пам'ять не можна стерти за рішенням суду… Сьогодні ми отримали ще одне підтвердження того, що приватне життя означає більше, ніж право на інформацію».
Суспільна реакція на рішення Європейського суду у справі Костехи, особливо в США і Великій Британії, була більшою мірою негативною. ЗМІ назвали його «ударом по свободі слова», «найбільшою помилкою Європейського суду», «помилковою в теорії і непридатною на практиці». Критичні зауваження переважно спираються на твердження, що право на забуття суперечить фундаментальним правам людини на свободу слова і друку. Радник Google, адвокат Пітер Флейшер, зауважив право на забуття «дуже вдалим політичним слоганом», що «як усі вдалі політичні слогани схожий на тест Роршаха. Кожен бачить у ньому, що хоче». В офіційній заяві Google після ухвалення рішення у справі Костехи, воно було названо «розчаровуючим», хоча компанія відмовилася від різких оцінок і негативних коментарів. Пізніше Ларрі Пейдж, головний виконавчий директор Google, у коментарі Financial Times висловив побоювання, що постанова Суду може негативно вплинути на «наступне покоління стартапів в Інтернеті» та посилити позиції «репресивних урядів, які прагнуть до обмеження онлайн-комунікацій». Пейдж від особи Google виступив за початок багатостороннього діалогу з питань захисту особи та персональних даних у Європі.
Джиммі Вейлз, співзасновник Вікіпедії, побачив у рішенні суду акт «цензурування історії» і пригрозив, що постанова призведе до «Інтернету з дірами пам'яті» після того, як з пошуковиків було видалено кілька десятків посилань на сторінки Вікіпедії.
Організація Index on Censorship, яка бореться за свободу слова у всьому світі, заявила, що рішення Європейського суду у справі Костехи
…дозволяє індивідам подавати скарги пошуковим системам на інформацію, яка їм не подобається, без законних на те підстав. Це порівнянне зі вторгненням до бібліотеки і перетворенням книг на макулатуру. І хоча рішення спрямоване на приватних осіб, воно відкриває шлях будь-кому, хто бажає обілити своє минуле… Рішення суду — значний крок назад у розумінні ролі та відповідальності пошукових систем та Інтернету в цілому.— Index On Censorship, 2014
Одразу після винесення рішення редакційна колегія The New York Times виступила проти нього на тій підставі, що воно здатне «підірвати» цінність свободи преси та слова.
Зазначалося також, що локальні зміни в політиці Google із приводу персональних даних можуть призвести до фрагментації, регіонального розділення Інтернету, обмеження вільного руху інформації. Wall Street Journal назвав це «розмежований Інтернет» (internet with borders).
Основною претензією до Європейського суду став не стільки факт необхідності видалення посилань, скільки визнання Google та інших пошукових систем операторами персональних даних, відповідальними за зберігання та відстеження публікованого третіми особами контенту, незважаючи на те, що генеральний адвокат Європейського суду Нііло Яяскінен у своєму консультативному висновку не визнав їх такими.
Як протест проти практики «забуття» великі медійні компанії, включаючи BBC і Daily Telegraph, створили спеціальні архіви з детальною інформацією про видалені посилання, а в окремих випадках — із коротким змістом відповідного контенту. Крім того, з'явилися спеціальні ресурси зі списками віддалених посилань, наприклад, Hiddenfromgoogle.
Різко негативну оцінку рішення Суду отримало в доповіді Комітету Палати лордів Парламенту Великої Британії. Рішення називається «несправедливим, особливо стосовно невеликих пошукових систем». Комітет наполегливо рекомендував уряду Великої Британії надалі виступати за виключення будь-якої згадки права на забуття в новому законопроєкті ЄС про захист персональних даних, а також за визнання рішення Європейського суду недійсним унаслідок того, що термін «оператор персональних даних» (англ. data controller) не може бути застосований до пошукових систем.
Загалом, критики відзначають, що у своєму сьогоднішньому «втіленні» право на забуття викликає більше запитань, ніж відповідей. Рішення Європейського суду припускає видалення не інформації про людину, а пошукових запитів і посилань, які приводять до цієї інформації, що є головною проблемою права на забуття: в результаті нічого не забувається, ускладнюється лише процес пошуку інформації. Маніпуляції з доступом до правомірного контенту, а не з самим контентом, можуть призвести до онлайн-цензури. А право на забуття може стати «засобом переписування історії»:
…Інформація повинна блокуватися в джерелах, у даному випадку [у випадку Гонсалеса] — в іспанській газеті, інакше ми вступаємо на дуже небезпечну територію. Правила повинні працювати на те, щоб люди з більшою гарантією мали осмислений вибір, яку інформацію про них отримає компанія на кшталт Google. Але якщо ми почнемо покладати відповідальність за дії інших людей на посередників, ми створимо модель, яка призведе до зростання нагляду та ризику цензури. — Pravo.ru
Дійсно, у зв'язку з рішенням суду було висловлено ряд побоювань, що воно викличе зловживання з боку політиків, інших знаменитостей та лідерів громадської думки, яким «є що приховувати». Саймон Хьюджс, член Партії ліберальних демократів Великої Британії, у своєму виступі в Парламенті нагадав, що «ні політики, ні злочинці не можуть видаляти відомості про своє минуле — це суперечить інтересам суспільства, а право на забуття і зовсім не існує, ні в законодавстві Великої Британії, ні в директивах ЄС, ні в судових рішеннях».
Співробітники пошукових систем й IT-фахівці відзначають, що право на забуття виглядає як «проєкт людей, які не знають, як працює Інтернет», адже «пошукові системи не вміють ідентифікувати користувача» й «індексують тільки загальнодоступну інформацію».
Сумніви викликає і проєкт нового закону ЄС про персональні дані (General Data Protection Regulation), який вважається надто недопрацьованим. Відсутні стандарти, об'єктивні критерії для видалення тієї чи іншої інформації; існує думка, що доцільно створити сторонній орган для прийняття рішень про видалення і звільнити пошукові системи від цієї відповідальності. Негативній оцінці піддається вимога видаляти інформацію про індивіда, опубліковану третіми особами: визначення персональних даних у ст. 4 нового законопроєкту включає «будь-яку інформацію, що стосується» індивіда». Це змусить компанії прибирати будь-яку інформацію, незалежно від її джерела, що знову-таки може призвести до цензури.
Для того щоб уникнути подібних наслідків, у законопроєкт була включена поправка, що виключає видалення даних, зібраних для журналістських, художніх чи літературних цілей. У той же час, Google видалив посилання на пост Роберта Пестона на сайті BBC про Стена О'Ніла, що викликало шквал критики з боку журналістської спільноти (пізніше посилання були повернуті до каталогу Google).